# École des jeunes lamas
L'école des jeunes lamas (anglais : Young Lamas Home School) est une école fondée par le 14e dalaï-lama et Freda Bedi  à l'automne 1961 à Green Park à New Delhi. Le 16e karmapa vint de Rumtek à l'invitation de Freda Bedi pour réaliser la cérémonie d'ouverture.
Son financement a été assuré par Christopher Hills (en) et, à ses débuts, Karma Thinley Rinpoché en fut directeur spirituel.
Freda Bedi a demandé à Chogyam Trungpa de former de jeunes moines tibétains, puis il est devenu leur conseiller spirituel. 
En plus de Chogyam Trungpa, il y avait Thubten Zopa Rinpoché et Ato Rinpoché.
Akong Rinpoché, Tulkou Tenzin Pema, Guélèk Rimpoché, Yeshe Losal et les fils de Tulku Urgyen Rinpoché, Chokyi Nyima Rinpoché et Chokling de Tsikey ont fréquenté l'école. 
Freda Bedi a été le directeur de l'école à Delhi qui a ensuite déménagé à Dalhousie. En 1963, Elisabeth Finckh y photographie Chogyam Trungpa.
Tenzin Palmo et Robert Thurman y furent enseignants,.
À Dalhousie, Freda Bedi avait loué une grande maison, appelée Kailash, qui hébergea l'école. Lama Zopa Rinpoché la rejoignit en avril 1963 avec Gèn Lobsang Gyatso. Il mentionne qu'il y avait entre 40 et 50 tulkous de toutes les traditions. Chacune d'entre elles avait sa propre salle, un professeur et un abbé. Le directeur de l'école était Droubthob Tulkou, un lama sakyapa, traducteur de Freda Bedi, et le disciplinaire principal était Gueshé Ténpa Ténzin, un lama geloupa du Collège Tantrique du Bas (Gyudmed). La période scolaire allait d'avril à octobre, et les matières enseignées étaient l'anglais, le hindi, l'ourdou, les mathématiques, la géographie, l'écriture, la grammaire tibétaine et la peinture de thangka. Sherab Palden Beru (en), qui rejoindra plus tard Samye Ling, enseigna le dessin et la peinture, suivi de Sangyé Yéshé, futur professeur principal de l'école des Beaux-Arts de Dharamsala.

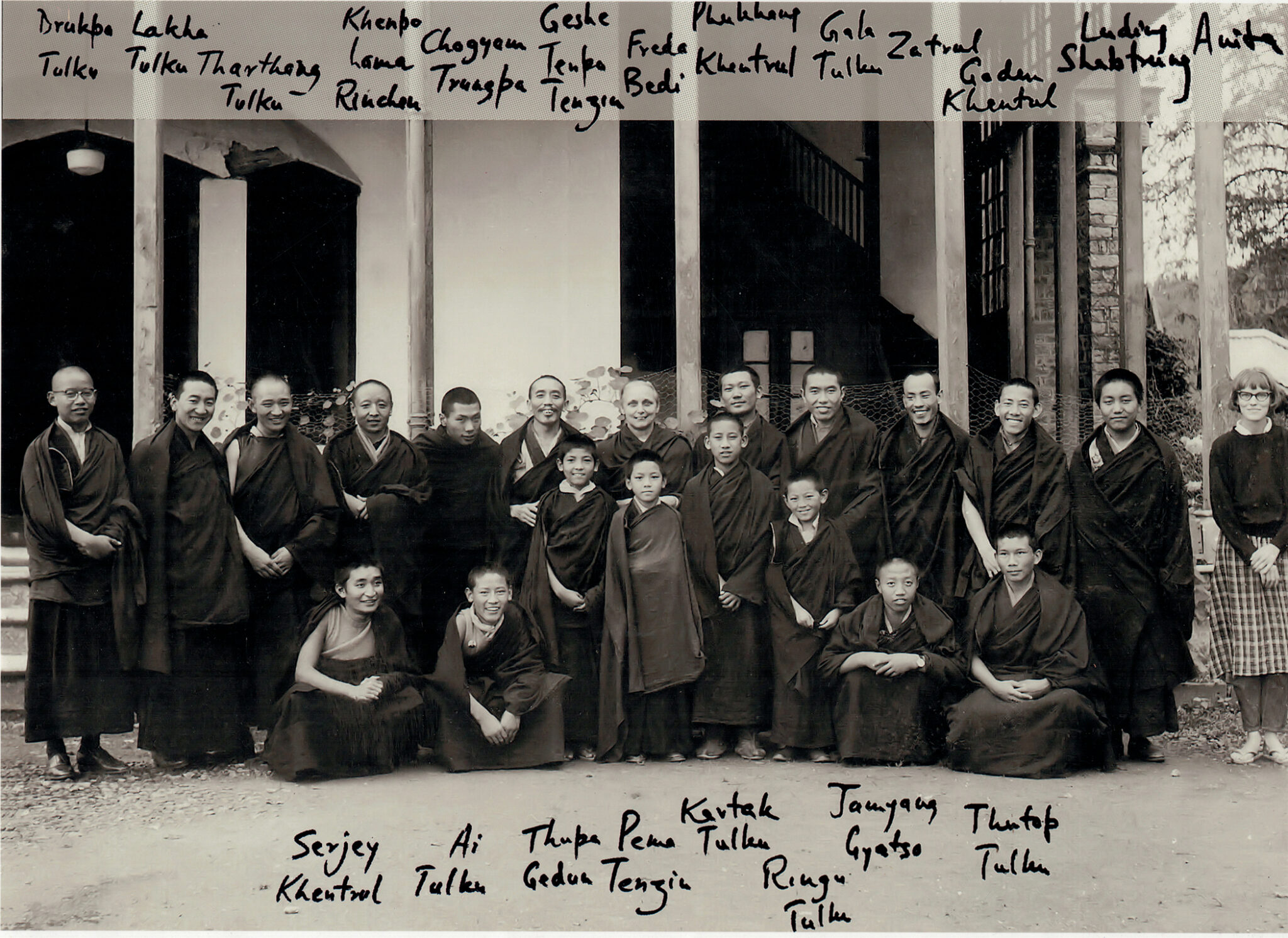
L'école des jeunes lamas à Dalhousie en 1960.

Il y avait environ 12 tulkou nyingmapa dont Tchogling Rinpoché, Tarthang Tulku, Chime Rinpoché, Tulkou Péma Ténzin, Orgyen Tobgyal, Kotchèn Tulkou, Ringou Tulkou Rimpotché (un nyingma-kagyu), Bagan Tulkou Péma Tènzin, Bairo Tulkou, Bhakha Tulkou Rinpoché et Amdo Rinpoché. Les sakyapa, environ 10, comprenaient Shérab Gyaltsèn Amipa, Tchiwang Tulkou et son frère Droubthob Tulkou et Khortchak Rinpoché. Il y avait environ 15 tulkou kagyupa, les karma-kagyu comprenaient Chogyam Trungpa, Akong Rinpoché et son frère Yeshe Losal, Chokyi Nyima Rinpoché, Djampa Gyaltsèn Moutouktsang (neveu du 16e karmapa). Dorzong Rinpoché et Tcheugyel Rinpoché étaient des droukpa-kagyu. Les gélougpa en grand nombre comprenaient Sharpa Tulkou, Gala Rinpoché, Gelek Rimpoché, Rala Rinpoché, Langoeun Tulkou, Thubten Zopa Rinpoché, et d'autres. Deux lamas bonpo de Simla rejoignirent l'école pour les deux dernières périodes. Une Anglaise, qui devint nonne, Tenzin Palmo, enseigna l'anglais. 